# Caravanserraglio

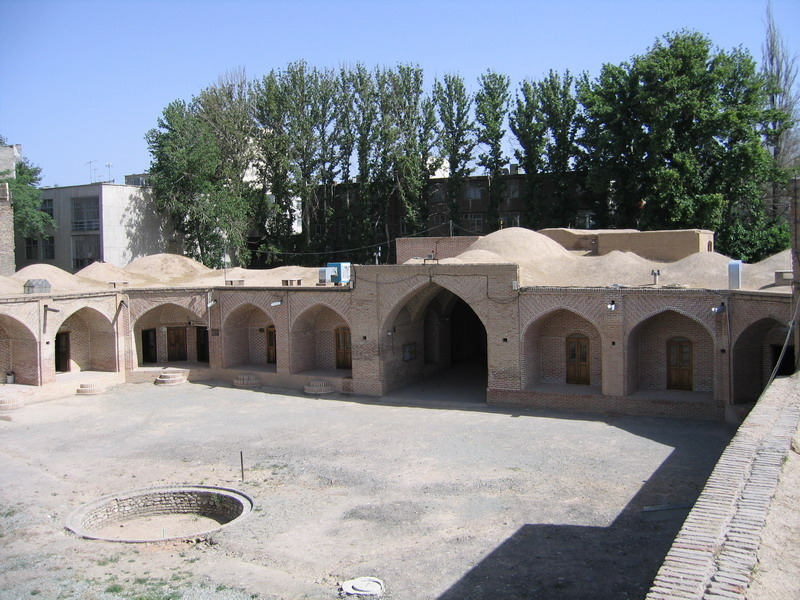
Caravanserraglio dotato di camere e un piazzale centrale con abbeveratoio

Il caravanserraglio è un edificio costituito in genere da un muro che racchiude un ampio cortile e un porticato. Era utilizzato per la sosta delle carovane che attraversavano le steppe o il deserto. 

## Storia
Poteva anche includere stanze per i viandanti utilizzate liberamente dai viaggiatori. In molti di essi erano presenti anche delle biblioteche, e soprattutto la sera c’era l’opportunità di profondi scambi culturali tra persone di diverse latitudini. Tutto ciò favorì lo sviluppo della cultura centro asiatica, ma soprattutto la diffusione di idee tra i due capi del mondo.
Tipico della cultura persiana, se ne possono però vedere molti esempi anche nell'Africa settentrionale e in tutto il Medio e Vicino Oriente. Molte di queste strutture furono edificate da maestri ingegneri appartenenti ad ordini Sufi i quali applicavano i principi di geometria aurea e del perfetto rapporto delle proporzioni, come avveniva per le moschee. Tra i maggiori e meglio conservati caravanserragli è il Sultan Han in Turchia.
Oggi molti vecchi caravanserragli si sono trasformati in moderne strutture ricettive.

## Etimologia e traslitterazione
Il termine - in persiano كاروانسرا‎ - è composto dalle parole caravan (كاروان) e sarayı (سرا), (edificio); in turco contemporaneo: kervansaray. In origine, in turco il vocabolo per designare il caravanserraglio era bal kapan han: «la casa del Bailo».
Il termine caravanserraglio ha assunto anche il significato traslato di "luogo di grande confusione".